# Blastozous
Els blastozous (Blastozoa †) són un subfilum del filum dels equinoderms, coneguts només pels seus fòssils. Eren animals marins bentònics i sèssils, més o menys semblants als crinoïdeus actuals. Els blastozous van viure al Paleozoic; van aparèixer a l'Ordovicià i van desaparèixer cap al final del Permià; van arribar al seu punt màxim al Carbonífer.

## Característiques
Aquests organismes tenien una forma de vida bentònica; estaven fixats al fons per una tija (formada per articles niats junts), al final de la qual hi havia una teca arrodonida i molt mineralitzada, de la qual sortien estructures filtradores. Eren suspensívors, és a dir, recollien partícules alimentàries en aigües obertes. Aquest grup es pot caracteritzar per la presència d'hidrospires.

## Taxonomia
Els subfílum Blastozoa inclou sis classes:
- Classe Blastoidea Say, 1825 †
- Classe Cystoidea von Buch, 1846 †
- Classe Eocrinoidea Jaekel, 1899 †
- Classe Parablastoidea Hudson, 1907 †
- Classe Paracrinoidea Regnéll, 1945 †
- Classe Rhombifera Zittel, 1879 †

## Galeria

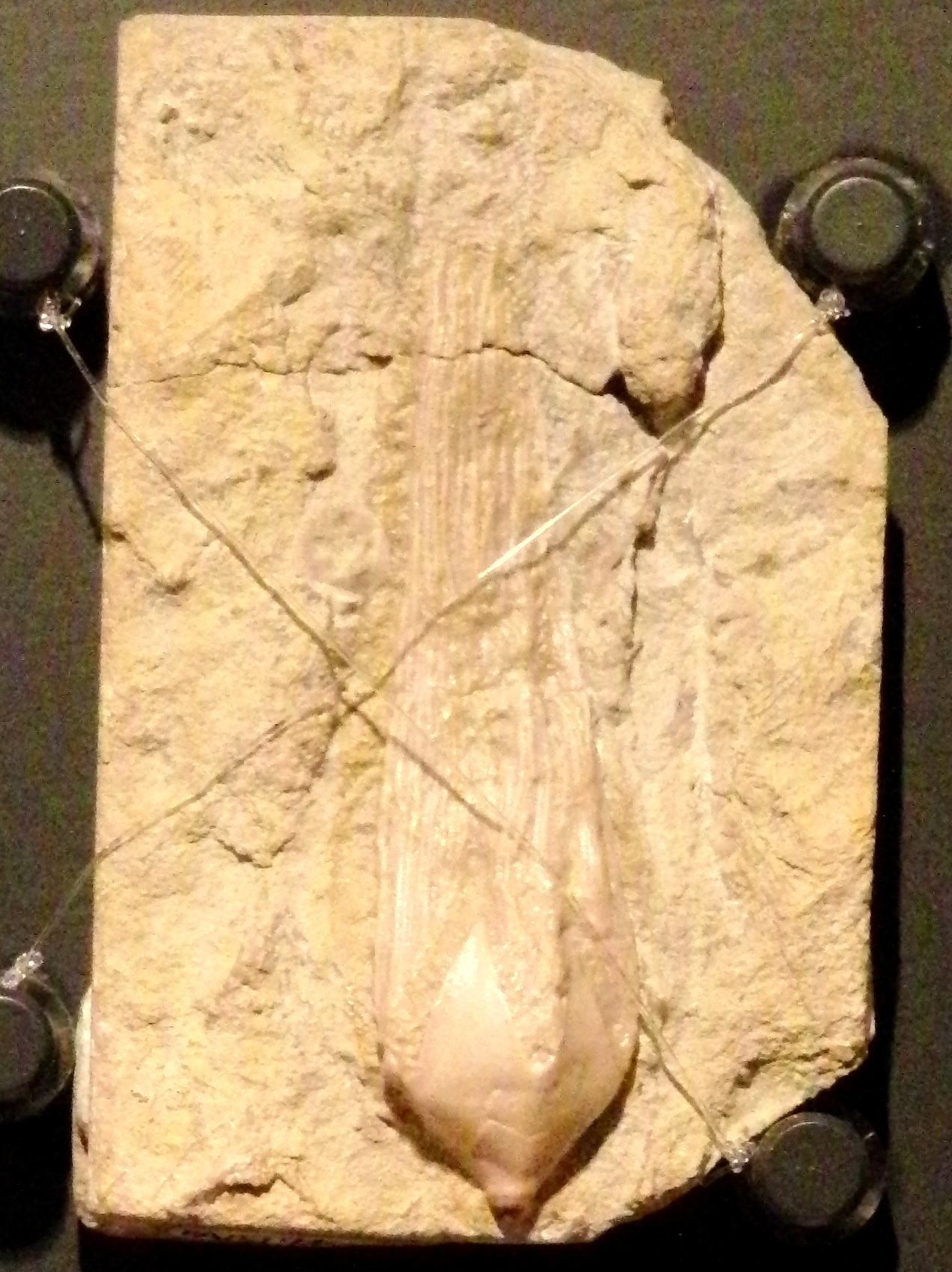
Fòssil de Blastoidea.
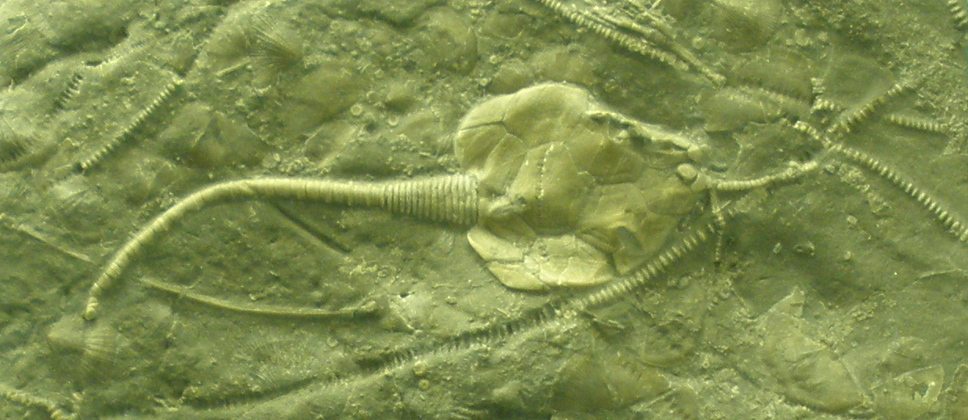
Fòssil de Rhombifera.
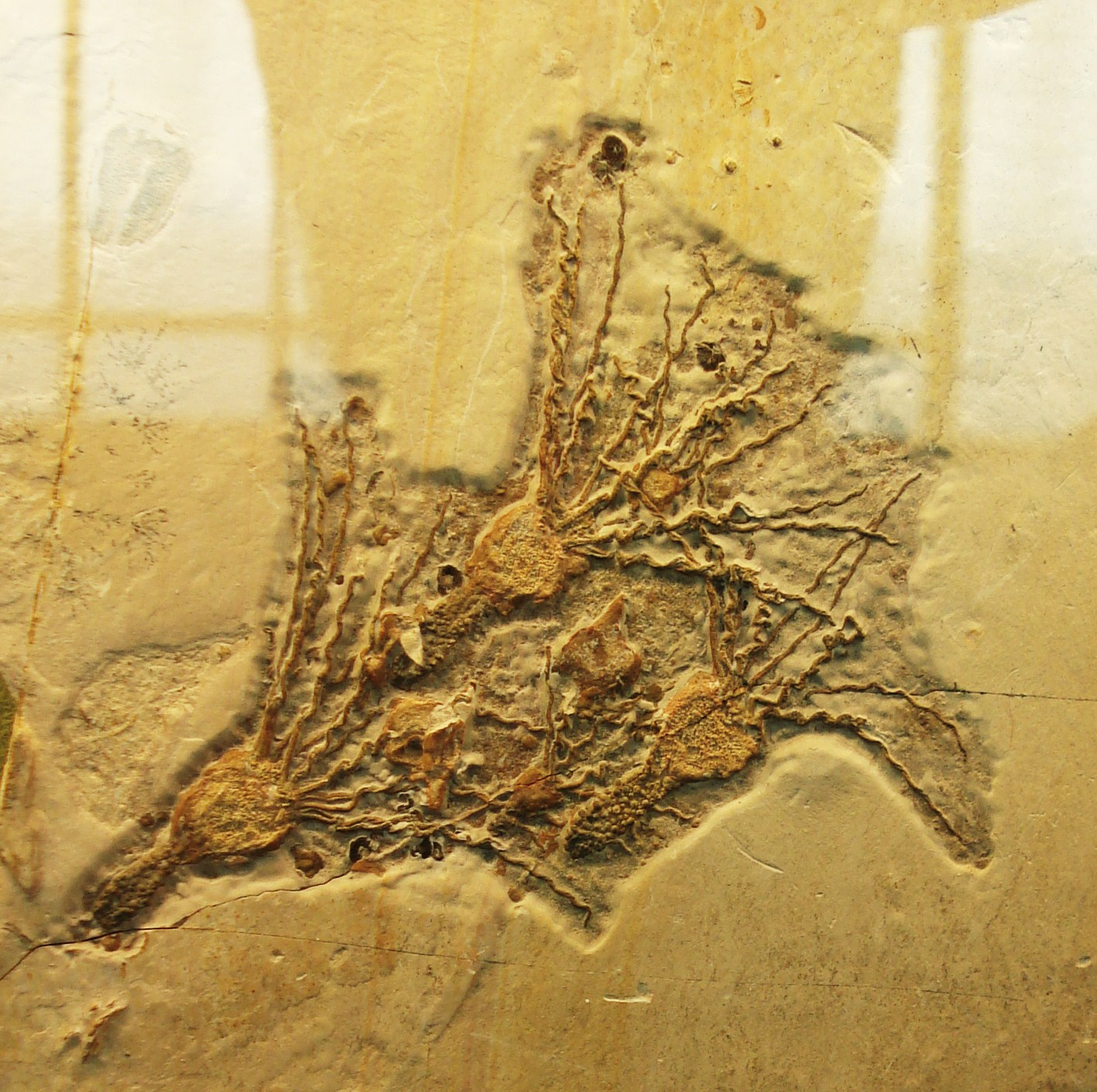
Fòssil d'Eocrinoidea.